# Colin Donnelly
Pour les articles homonymes, voir Donnelly.
Colin Kerr Donnelly, né le 5 septembre 1959, est un coureur de fond écossais spécialisé en course en montagne. Il a remporté la médaille d'argent sur parcours court au Trophée mondial de course en montagne 1989 et est triple champion de Grande-Bretagne de fell running.

## Biographie
N'appréciant pas les sports d'équipe à l'école, Colin trouve préfère les sports individuels et trouve son compte dans les courses de cross-country organisées une fois par année à l'école. Il s'investit dans ce sport et démontre de bons résultats, notamment en remportant le titre de champion U19 du Dumfries and Galloway à 16 ans. Il participe à sa première course de fell running en 1978 au Ben Lomond où il termine 22e. L'année suivante, il démontre ses qualités dans la discipline en devenant le premier Écossais depuis 12 ans à remporter la course du Ben Nevis à seulement 19 ans. En 1980, il prend part aux championnats de Grande-Bretagne de fell running et se classe à une prometteuse quatrième place. Le changement de règlement en 1981 ne lui convient pas, avec désormais 15 courses fixées au calendrier, la plupart en Angleterre. Colin passe les cinq années suivantes hors des circuits de compétition. Il participe seulement à des courses régionales et se lance dans des défis de traversées de sommets. Il s'enrôle dans la Royal Air Force en 1984 dans la base de RAF Valley, proche des montagnes de Galles du Nord. L'année suivante, il fait la connaissance d'Angela Carson, qui deviendra par la suite sa femme, qui le convainc de participer à nouveau aux championnats de Grande-Bretagne de fell running,.
Il effectue une bonne saison 1986, mais termine à la deuxième place, à quelques points derrière Jack Maitland. Au début de l'année 1987, il termine quatrième de la première course sur l'île de Jura. Il est ensuite victime d'un accident de ski et ne peut pas courir avant le mois de mai. Ayant loupé deux courses, il songe déjà à abandonner mais Angela lui fait remarquer que s'il gagne la course d'Y Garn, il peut encore prétendre au titre. Lors de cette dernière, il se retrouve à la lutte avec Malcolm Patterson mais une chute de ce dernier offre la victoire à Colin. Saisissant sa chance, il remporte son premier titre de champion de Grande-Bretagne.
En 1988, il établit de nombreux records de traversées, dont les Bens of Jura et les Welsh 3000s,. Le 15 octobre, il se distingue au Trophée mondial de course en montagne à Keswick. Prenant d'emblée les commandes de la course longue, il se fait ensuite rattraper par le trio italien composé de Dino Tadello, Davide Milesi et Luigi Bortoluzzi et se fait également doubler par l'Anglais Rod Pilbeam. Il termine finalement à la cinquième place.
Il connaît une saison 1989 passablement chargée. Il prend part aux courses des championnats britanniques et en août, il voyage dans les Alpes pour participer à plusieurs courses et termine notamment troisième à Thyon-Dixence puis à Sierre-Zinal en effectuant une excellente remontée en fin de course. Le 16 septembre, il prend le départ du parcours court au Trophée mondial de course en montagne à Châtillon-en-Diois. La course est dominée par l'Italien Fausto Bonzi. Colin fait tout son possible pour ne pas se faire distancer et termine sur la deuxième marche du podium. Il remporte également la médaille de bronze au classement par équipes. Il quitte la RAF en septembre, déçu de se voir souvent refuser des congés pour participer aux courses. Après avoir remporté le titre une troisième fois consécutive, il décide de plus y prendre part, jugeant l'organisation mal faite avec trop de courses au calendrier dont plusieurs se suivent de semaine en semaine ce qui ne lui permet pas de participer à des épreuves à l'étranger.
Il participe à la course Guinness du mont Cameroun en 1990 où il se classe cinquième et retourne en Suisse durant l'été.
Le 30 août 1992, il participe au Trophée mondial de course en montagne à Suse à nouveau sur parcours court. Il termine meilleur Écossais en quatrième place et permet à son équipe de remporter à nouveau le bronze.

## Palmarès
| no  | masculin           | Course                                                 | Longueur | Départ             | Temps           |
| --- | ------------------ | ------------------------------------------------------ | -------- | ------------------ | --------------- |
| 1re | Médaille d'or      | Course du Ben Nevis                                    | 14 km    | 1er septembre 1979 | 1 h 31 min 26 s |
| 1re | Médaille d'or      | Manx Mountain Marathon                                 | 50 km    | 7 avril 1980       | 4 h 2 min 11 s  |
| 2e  | Médaille d'argent  | Three Peaks Race                                       | 37 km    | 27 avril 1980      | 2 h 43 min 37 s |
| 1re | Médaille d'or      | Manx Mountain Marathon                                 | 50 km    | 20 avril 1981      | 4 h 12 min 22 s |
| 1re | Médaille d'or      | Course du Ben Nevis                                    | 14 km    | 6 septembre 1986   | 1 h 25 min 48 s |
| 1re | Médaille d'or      | Course du Snowdon                                      | 15,35 km | 16 juillet 1988    | 1 h 4 min 38 s  |
| 2e  | Médaille d'argent  | Course du Ben Nevis                                    | 14 km    | 4 septembre 1988   | 1 h 30 min 15 s |
| 5e  | 5e                 | Trophée mondial de course en montagne - Parcours long  | 14 km    | 15 octobre 1988    | 1 h 10 min 25 s |
| 3e  | Médaille de bronze | Thyon-Dixence                                          | 16,35 km | 6 août 1989        | 1 h 13 min 6 s  |
| 3e  | Médaille de bronze | Sierre-Zinal                                           | 31 km    | 13 août 1989       | 2 h 36 min 41 s |
| 2e  | Médaille d'argent  | Trophée mondial de course en montagne - Parcours court | 10,04 km | 16 septembre 1989  | 47 min 20 s     |
| 9e  | 9e                 | Trophée mondial de course en montagne - Parcours court | 9,63 km  | 15 septembre 1990  | 44 min 34 s     |
| 4e  | 4e                 | Trophée mondial de course en montagne - Parcours court | 10,07 km | 30 août 1992       | 50 min 16 s     |
| 3e  | Médaille de bronze | Course du Snowdon                                      | 15,35 km | 24 juillet 1993    | 1 h 4 min 53 s  |
| 1re | Médaille d'or      | World Masters Mountain Running Championships - M40     | 8,05 km  | 22 septembre 2001  | 32 min 43 s     |
| 1re | Médaille d'or      | Manx Mountain Marathon                                 | 50 km    | 30 mars 2002       | 4 h 39 min 27 s |
| 1re | Médaille d'or      | World Masters Mountain Running Championships - M60     | 6,5 km   | 28 septembre 2019  | 33 min 10 s     |